# Braungrauer Splintbock
Der Braungraue Splintbock oder Nebelfleckbock oder Braungraue Laubholzbock (Leiopus nebulosus) ist ein Käfer aus der Familie der Bockkäfer (Cerambycidae).

## Beschreibung
Die Käfer sind 6 bis 10 Millimeter lang. Sie sind grau-beige gemustert und haben auf den Flügeldecken eine unbegrenzte, breite Querbinde. Die Färbung der Flügeldecken ist variabel, meist sind sie an der Basis braun, längs der Naht gelb mit braunen Flecken, das Ende ist ebenfalls gelb mit braunen Flecken. In der Mitte befindet sich ein breites gelbes Querband mit braunen Flecken. Die Flügeldecken sind deutlich gepunktet und an den Enden schräg gestutzt. Der Halsschild hat hinter der Mitte an den Seiten nach hinten gerichtete spitze Dornen. Die Fühler sind deutlich länger als der Körper und ab dem dritten Fühlerglied braun gefärbt.
Eine ähnliche Art ist Leiopus punctulatus. Deren Grundfarbe ist schwarz, das Querband und die Flügeldecken sind weiß und mit schwarzen Flecken versehen.

## Vorkommen
Man findet sie häufig an den Rändern von Laubwäldern (vor allem alten Buchenwäldern), Nadelmischwäldern und subalpinen Fichtenwäldern im Tief- und Hügelland. Die Art ist in den Alpen bis in die Subalpinzone verbreitet. Das Verbreitungsgebiet erstreckt sich in Mitteleuropa im Norden bis nach Dänemark, den Süden Norwegens und Finnlands sowie auf den mittleren Teil Schwedens und den Kaukasus. Auf den Britischen Inseln ist die Art nur lokal anzutreffen.

## Lebensweise
Die Käfer sind auf trockenem Reisig zu finden. Die Larven entwickeln sich unter anderem in den trockenen, aber nicht entrindeten Ästen und dünnen Stämmen von Buchen, Eichen, Linden, Hainbuchen und Obstbäumen. Die Käfer treten von Mai bis Juli in Erscheinung.